# Centre Fédéral de Basket-Ball
El Centre Fédéral de Basket-Ball es un equipo de baloncesto francés con sede en la ciudad de París, que compite en la NM1, la tercera división de su país. Disputa sus partidos en la Salle Marie Thérèse Eyquem, con capacidad para 300 espectadores.

## Historia
El CFBB es un club que agrupa a los jugadores y jugadoras pertenecientes al INSEP. Está dirigido por la dirección técnica nacional de la Federación francesa de baloncesto y no puede ni subir ni bajar de categoría. El equipo femenino del CFBB juega en la Ligue féminine 2 (2.ª división).
Los equipos están formados exclusivamente por jugadores y jugadoras de categoría cadete y junior. La tarea del CFBB es descubrir a las promesas del baloncesto francés y que se unan al club los mejores jugadores y las mejores jugadoras del país.

## Resultados en liga
La mejor temporada del CFBB fue en la temporada 2006-2007, cuando consiguió finalizar en la 12.ª posición de la NM1.
| Temporada | Campeonato | Posición | Victorias-Derrotas |
| --------- | ---------- | -------- | ------------------ |
| 1996-1997 | NM2        | 14.º     |                    |
| 1997-1998 | NM2        | 9.º      | 16-14              |
| 1998-1999 | NM1        | 14.º     | 10-20              |
| 1999-2000 | NM1        | 16.º     |                    |
| 2000-2001 | NM1        | 16.º     | 2-28               |
| 2001-2002 | NM1        | 16.º     | 1-23               |
| 2002-2003 | NM1        | 14.º     | 8-22               |
| 2003-2004 | NM1        | 15.º     | 5-25               |
| 2004-2005 | NM1        | 17.º     | 9-25               |
| 2005-2006 | NM1        | 18.º     | 5-29               |
| 2006-2007 | NM1        | 12.º     | 13-21              |
| 2007-2008 | NM1        | 18.º     | 1-33               |
| 2008-2009 | NM1        | 18.º     | 5-29               |
| 2009-2010 | NM1        | 18.º     | 3-31               |
| 2010-2011 | NM1        | 18.º     | 5-29               |
| 2011-2012 | NM1        | 18.º     | 2-32               |
| 2012-2013 | NM1        | 16.º     | 4-30               |
| 2013-2014 | NM1        | 18.º     | 0-34               |
| 2014-2015 | NM1        | 16.º     | 4-30               |
| 2015-2016 | NM1        | 18.º     | 1-33               |
| 2016-2017 | NM1        | 18.º     | 0-34               |
| 2017-2018 | NM1        | 18.º     | 1-33               |
| 2018-2019 | NM1        | 13.º     | 0-24               |
| 2019-2020 | NM1        | 14.º     | 0-26               |
| 2020-2021 | NM1        | 14.º     | 2-24               |
| 2021-2022 | NM1        | 5.º      | 8-6                |

## Competiciones internacionales
En 2010, el equipo del INSEP participó en el NIJT. En la final, disputada en París junto con la Final-Four de la Euroliga 2009-10, venció el equipo parisino por 83-73 al FMP. El CFBB también participó en los torneos NIJT de 2011, 2012 (El CFBB quedó 5.º en el torneo clasificatorio de Belgrado) y 2013 (El CFBB quedó 3.º en el torneo clasificatorio de Belgrado).

## Jugadores formados en el CFBB que juegan o han jugado en la NBA
10 jugadores formados en el Centre Fédéral de Basket-Ball han estado en la NBA, jugando actualmente en ella 7.
| - Alexis Ajinça - Boris Diaw - Evan Fournier - Damien Inglis | - Livio Jean-Charles - Joffrey Lauvergne - Jérôme Moïso | - Tony Parker - Johan Petro - Ronny Turiaf |

## Jugadores formados en el CFBB internacionales con Francia
Prueba de la buena formación que imparte el Centre Fédéral de Basket-Ball desde 1983, es el gran número de exjugadores del club que han sido internacionales con la selección de baloncesto de Francia.
A día 10 de agosto de 2016, 25 internacionales franceses pasaron por el Centre Fédéral du Basket-Ball.
| - Alexis Ajinça - Yannick Bokolo - Mamoutou Diarra - Boris Diaw - Antoine Diot | - Thomas Dubiez - Fabien Dubos - Frédéric Fauthoux - Frédéric Forte - Evan Fournier | - David Gautier - Joseph Gomis - Edwin Jackson - Mouhammadou Jaiteh - Joffrey Lauvergne | - Stéphane Lauvergne - Franck Mériguet - Jérôme Moïso - Tony Parker - Johan Petro | - Marc-Antoine Pellin - Stéphane Risacher - Ronny Turiaf - Frédéric Weis - Léo Westermann |

## Jugadores destacados
| - Alexis Ajinça - Jean-François Basileu - Jessie Begarin - Grégory Bengaber - Ludovic Beyhurst - Frédéric Bourdillon - Victor Bourgeois - Corentin Carne - Alexandre Chassang - Olivier Cortale - Boris Dallo - Gauthier Denis - Boris Diaw - Bryan Diayandibeni - Antoine Diot - Thomas Dubiez - Fabien Dubos - Lucas Dussoulier - Lionel Ebreuil - Cyrille Eliezer-Vanerot - Frédéric Fauthoux - Frédéric Forte - Adrien Fortune | - Evan Fournier - David Gautier - Stéphane Gombauld - Joseph Gomis - Quentin Goulmy - Kévin Hangoué - Jaylen Hoard - William Howard - Damien Inglis - Hugo Invernizzi - Edwin Jackson - Mouhammadou Jaiteh - Jonathan Jeanne - Mathis Keïta - Luidgy Laporal - Joffrey Lauvergne - Stéphane Lauvergne - Arthur Leboeuf - Christophe Léonard - Luc Loubaki - Abdoulaye M'Baye - Franck Mériguet - Jérôme Moïso | - Romuald Morency - Yannis Morin - Maxence Mussard - Malela Mutuale - Tom Nicolas - Carl Ona-Embo - Renathan Ona-Embo - Étienne Ory - Lucas Paoletti - Alan Paquentin - Tony Parker - Marc-Antoine Pellin - Antoine Pesquerel - Johan Petro - Darel Poirier - Vincent Poirier - Vincent Pourchot - Anthony Racine - Jules Rambaut - Stéphane Risacher - Erwan Ruiz - Aurélien Salmon - Landing Sané | - Ywen Smock - Alexis Tanghe - Bathiste Tchouaffé - Killan Tillie - Ronny Turiaf - Timothée Vergiat - Frédéric Weis - Léo Westermann - Charly Pontens - Clément Faroux - Enzo Tsonga - Olivier Yao-Delon - Jean-Dieudonniz Biog - Aldo Curti - Yannick Bokolo - Mansour Thiam - Alexandre Ndoye - Livio Jean-Charles - Noël Nijean - Sourata Cissé - Mamoutou Diarra - Nikola Stojiljković |

## Entrenadores
- -2009 :  Philippe Ory
- 2009-2014 :  Jacques Commères
- 2014-presente :   Jean-Aimé Toupane